# Notropis bifrenatus
Notropis bifrenatus är en fiskart som först beskrevs av Edward Drinker Cope, 1867.  Notropis bifrenatus ingår i släktet Notropis och familjen karpfiskar. IUCN kategoriserar arten globalt som nära hotad. Inga underarter finns listade i Catalogue of Life.